# Javier Balastegui
Javier Balastegui Martínez (Hospitalet de Llobregat, Provincia de Barcelona, España; 2 de febrero de 1997) más conocido como Balastegui, es un baloncestista español que pertenece a la plantilla del FC Cartagena Baloncesto de la Primera FEB. Con 1,87 metros de estatura, juega en la posición de base.

## Trayectoria deportiva
Balastegui nacido en Hospitalet de Llobregat se formó en las categorías inferiores del Club Bàsquet L'Hospitalet con el que debutó en la temporada 2015-16 en Liga EBA. En las siguientes temporadas formaría parte del JAC Club Sants y Unión Linense Baloncesto, también en la misma competición.
En la temporada 2019-20, regresa al Club Bàsquet L'Hospitalet de la Liga LEB Plata, en el que jugaría durante una temporada y media.
El 14 de enero de 2021, firma por el CB Pardinyes de la Liga LEB Plata, en el que disputaría 13 encuentros.
El 15 de julio de 2021, firma por el Basket Navarra Club de la Liga LEB Plata.
El 21 de julio de 2023, firma por el Club Deportivo UDEA Baloncesto de la Liga LEB Plata.
En la temporada 2024-25, firma como jugador del Club Baloncesto Valle de Egüés de la Tercera FEB, donde alternaría el cargo de coordinador de la cantera.
El 4 de marzo de 2025, firma por el FC Cartagena Baloncesto de Primera FEB, para suplir la baja por lesión de Alberto Cabrera.